# Hermann Karsten (botaniker)
Gustav Karl Wilhelm Hermann Karsten, född den 6 november 1817 i Stralsund, död den 10 juli 1908 i Zoppot, var en tysk botanist. Han var brorson till Carl Karsten och sonson till Lorenz Karsten.
Auktorsnamnet H.Karst. kan användas för Hermann Karsten (botaniker) i samband med ett vetenskapligt namn inom botaniken; se Wikipediaartiklar som länkar till auktorsnamnet.
Karsten blev 1848 docent, sedan extra ordinarie professor i Berlin och var 1868–1871 professor i botanik vid Wiens universitet. Han gjorde 1843–1847 och 1848–1856 vetenskapliga resor i norra delen av Sydamerika samt utgav som en frukt därav bland annat verket Floræ Columbiæ terrarumque adjacentium specimina (2 band, med 200 kolorerade planscher, 1858–1869). 
Andra betydande arbeten av Karsten är skrifterna Die Vegetationsorgane der Palmen (1847), Chemismus der Pflanzenzelle (1869) och Gesammelte Beiträge zur Anatomie und Physiologie der Pflanzen (1865, 1890) samt det omfattande verket Deutsche Flora: Pharmaceutisch-medicinische Botanik (1880–1883; 2:a upplagan med titeln Flora von Deutschland, Deutsch-Oesterreich und der Schweiz, 1895).